# Fritzlar
Fritzlar é uma pequena cidade alemã com 15 000 habitantes, localizada no distrito de Schwalm-Eder, no norte do Hesse, 160 km ao norte de Frankfurt. Pode-se dizer com razoável certeza que a cidade é o local onde teve início a evangelização da Alemanha setentrional (ao norte e a leste do Limes romano) e onde surgiu o Reino dos Germanos (embrião do futuro Sacro Império Romano-Germânico).